# Jamie Farr
Jamie Farr est un acteur américain né le 1er juillet 1934 à Toledo, Ohio (États-Unis).

## Biographie
Né de parents libano-américains : Jamelia M. (née Abodeely), une couturière, et Samuel N. Farah, un épicier, sa famille a fréquenté l'église orthodoxe Saint George Antiochian à Tolède. 
Le premier succès d'acteur de Farr s'est produit à l'âge de 11 ans, lorsqu'il a remporté deux dollars dans un concours de théâtre local. Après Woodward High School, où il était l'un des meilleurs de sa classe, Farr a fréquenté la Pasadena Playhouse, où un dépisteur de talents Metro-Goldwyn-Mayer l'a découvert, lui offrant un test d'écran pour Graine de violence. Il a remporté le rôle de l' étudiant handicapé mental, Santini. Il est crédité au générique sous le nom de Jameel Farah.  Avec les encouragements de son mentor de Toledo, Danny Thomas, il décide de devenir acteur et prend le nom de Jamie Farr.
Il est particulièrement connu pour son rôle dans la série télévisée MASH.

## Filmographie

### comme acteur
- 1955 : Graine de violence (Blackboard Jungle) : Santini
- 1955 : L'Étranger au paradis (Kismet) : Orange Merchant
- 1956 : Diane : Count Rilolfi's Squire
- 1957 : Terre sans pardon (Three Violent People) : Pedro Ortega
- 1958 : Deux farfelus au régiment (No Time for Sergeants) : Lt. Gardella (copilote)
- 1961 : Las Vegas Beat (TV) : Gopher
- 1965 : La Plus Grande Histoire jamais contée (The Greatest Story Ever Told) : Thaddaeus
- 1965 : Le Cher Disparu (The Loved One) : Un serveur au club britannique
- 1966 : Marqué au fer rouge (Ride Beyond Vengeance) de Bernard McEveety : Pete
- 1966 : Out of Sight
- 1967 : Who's Minding the Mint? : Mario
- 1968 : Il y a un homme dans le lit de maman (With Six You Get Eggroll) d'Howard Morris : Jo Jo
- 1970 : Tora ! Tora ! Tora ! (voix)
- 1971 : The Chicago Teddy Bears (série télévisée) : Lefty
- 1972 : M*A*S*H (TV) : Caporal Maxwell Klinger
- 1973 : Flipper City (Heavy Traffic) (film d'animation)
- 1973 : The Blue Knight (en) de Robert Butler (TV) : Yasser Hafiz
- 1973 : Arnold : Dybbi
- 1972 : Fantomatiquement vôtre, signé Scoubidou (The New Scooby-Doo Movies) (série télévisée) : (1973-1974)
- 1979 : Amateur Night at the Dixie Bar and Grill (TV) : Snuffy McCann
- 1980 : Murder Can Hurt You (TV) : Studsky
- 1981 : L'Équipée du Cannonball (The Cannonball Run) : The Sheik
- 1981 : Return of the Rebels (TV) : Mickey Fine
- 1983 : AfterMASH (série télévisée) : Max Klinger
- 1984 : Cannonball 2 (Cannonball Run II) : The Sheik
- 1984 : For Love or Money (TV) : Larry Melody
- 1986 : Combat High (TV) : Col. Frierick
- 1987 : Happy Hour : Crummy Fred
- 1988 : Curse II: The Bite : Harry Morton
- 1988 : Run Till You Fall (TV) : Michael Reuben
- 1988 : Fantômes en fête (Scrooged) : Jacob Marley
- 1989 : Speed Zone! : The Sheik
- 1989 : La Morsure : Harry Morton
- 1994 : Fearless Tiger : Sam Camille
- 1995 : You Snooze You Lose : Dr. Hanley
- 1997 : Port Charles (série télévisée) : Ernie (1999)
- 2001 : A Month of Sundays : Par Sundquist
- 2007 : Un grand-père pour Noël (A grandpa for Christmas) (TV) : Adam Johnson